# العلاقات الأرجنتينية البوسنية
العلاقات الأرجنتينية البوسنية هي العلاقات الثنائية التي تجمع بين الأرجنتين والبوسنة والهرسك.

## مقارنة بين البلدين
هذه مقارنة عامة ومرجعية للدولتين:
| وجه المقارنة                                              | الأرجنتين                                               | البوسنة والهرسك                                             |
| --------------------------------------------------------- | ------------------------------------------------------- | ----------------------------------------------------------- |
| المساحة (كم2)                                             | 2.78 مليون                                              | 51.20 ألف                                                   |
| عدد السكان (نسمة)                                         | 44.27 مليون                                             | 3.51 مليون                                                  |
| الكثافة السكانية (ن./كم²)                                 | 15.92                                                   | 68.55                                                       |
| العاصمة                                                   | بوينس آيرس                                              | سراييفو                                                     |
| اللغة الرسمية                                             | اللغة الإسبانية                                         | اللغة البوسنوية، اللغة الكرواتية، اللغة الصربية             |
| العملة                                                    | البيزو الأرجنتيني 1983 ‏، بيزو أرجنتيني، أسترال أرجنتيني | مارك بوسني                                                  |
| الناتج المحلي الإجمالي (بليون دولار)                      | 637.59 مليار                                            | 18.17 مليار                                                 |
| الناتج المحلي الإجمالي (تعادل القوة الشرائية) بليون دولار | 883.02 مليار                                            | 41.35 مليار                                                 |
| الناتج المحلي الإجمالي الاسمي للفرد دولار أمريكي          | 13.43 ألف                                               | 4.25 ألف                                                    |
| الناتج المحلي الإجمالي للفرد دولار أمريكي                 |                                                         | 10.43 ألف                                                   |
| مؤشر التنمية البشرية                                      | 0.827                                                   | 0.733                                                       |
| رمز المكالمات الدولي                                      | +54                                                     | +387                                                        |
| رمز الإنترنت                                              | .ar                                                     | .ba                                                         |
| المنطقة الزمنية                                           | 00                                                      | توقيت وسط أوروبا، ت ع م+01:00، ت ع م+02:00، أوروبا/سراييفو ‏ |

## منظمات دولية مشتركة
يشترك البلدان في عضوية مجموعة من المنظمات الدولية، منها:
| علم المنظمة | اسم المنظمة                               | تاريخ انضمام الأرجنتين | تاريخ انضمام البوسنة والهرسك |
| ----------- | ----------------------------------------- | ---------------------- | ---------------------------- |
|             | مؤسسة التنمية الدولية                     | 3 أغسطس 1962           | 25 فبراير 1993               |
|             | مؤسسة التمويل الدولية                     | 13 أكتوبر 1959         | 25 فبراير 1993               |
|             | منظمة حظر الأسلحة الكيميائية              | ?                      | ?                            |
|             | الأمم المتحدة                             | 24 أكتوبر 1945         | 22 مايو 1992                 |
|             | الاتحاد الدولي للاتصالات                  | 1889                   | 20 أكتوبر 1992               |
|             | منظمة الشرطة الجنائية الدولية             | ?                      | ?                            |
|             | البنك الدولي للإنشاء والتعمير             | 20 سبتمبر 1956         | 25 فبراير 1993               |
|             | الاتحاد البريدي العالمي                   | ?                      | ?                            |
|             | المركز الدولي لتسوية المنازعات الاستشارية | 18 نوفمبر 1994         | 13 يونيو 1997                |
|             | وكالة ضمان الاستثمار متعدد الأطراف        | 11 فبراير 1992         | 19 مارس 1993                 |
|             | يونسكو                                    | 15 سبتمبر 1948         | 2 يونيو 1993                 |

## وصلات خارجية
- موقع وزارة الخارجية الأرجنتينية
- موقع وزارة الخارجية البوسنية